# 데이브 브랫
데이비드 앨런 브랫(David Alan Brat, 1964년 7월 27일 ~ )는 미국의 정치인이다.

## 학력
- 호프 칼리지 인문사회 학사
- 프린스턴 신학교 신학 석사
- 아메리칸 대학교 철학박사

## 경력
- 2014.11 ~ 2019.01 제113·114·115대 미국 버지니아주 제7선거구 연방하원의원

## 역대 선거 결과
| 선거명        | 직책명                        | 대수  | 정당   | 득표율 | 득표수    | 결과 | 당락                     |
| ------------- | ----------------------------- | ----- | ------ | ------ | --------- | ---- | ------------------------ |
| 2014년 재선거 | 하원의원 (버지니아 제7선거구) | 113대 | 공화당 | 61.67% | 148,841표 | 1위  | 버지니아주 하원의원 당선 |
| 2014년 선거   | 하원의원 (버지니아 제7선거구) | 114대 | 공화당 | 60.83% | 148,026표 | 1위  | 버지니아주 하원의원 당선 |
| 2016년 선거   | 하원의원 (버지니아 제7선거구) | 115대 | 공화당 | 57.51% | 218,057표 | 1위  | 버지니아주 하원의원 당선 |
| 2018년 선거   | 하원의원 (버지니아 제7선거구) | 116대 | 공화당 | 48.40% | 169,295표 | 2위  | 낙선                     |

## 참고 자료
- 위키미디어 공용에 데이브 브랫 관련 미디어 분류가 있습니다.